# Charanyca pallidalinea
Charanyca pallidalinea är en fjärilsart som beskrevs av Tutt 1891. Charanyca pallidalinea ingår i släktet Charanyca och familjen nattflyn. Inga underarter finns listade i Catalogue of Life.